# Bacquepuis
Bacquepuis è un comune francese di 338 abitanti situato nel dipartimento dell'Eure nella regione della Normandia.

## Società

### Evoluzione demografica
Abitanti censiti